# Oslo (Tettsted)
Oslo ist ein Tettsted in Norwegen. Der Tettsted Oslo, also das Osloer Stadtgebiet, stimmt nicht mit der Kommune Oslo überein, sondern erstreckt sich über Teile der Kommunen Oslo, Bærum, Asker, Lillestrøm, Lørenskog, Nordre Follo, Rælingen, Nittedal und Lier. Der Tettsted Oslo ist mit insgesamt 1.098.061 Einwohnern (Stand: 1. Januar 2024) der mit Abstand größte Tettsted des Landes.
Der Tettsted ist zudem nicht mit der Metropolregion oder dem Großraum Oslo gleichzusetzen, da diese jeweils ein größeres Gebiet umfassen. Zum Großraum Oslo (Stor-Oslo) gehört ein Areal von insgesamt 30 Kommunen.

## Geografie und Einwohner

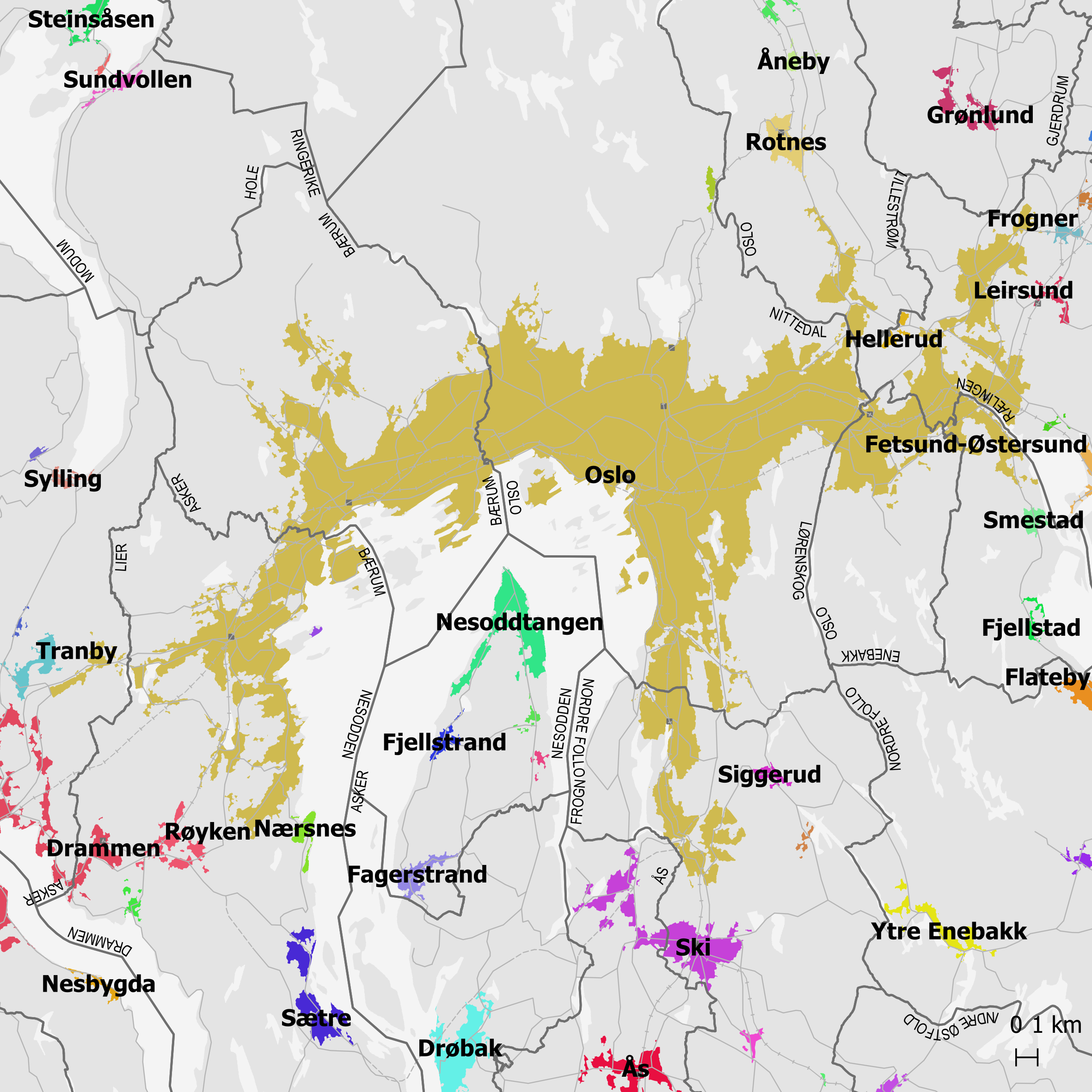
Karte der Tettsteder rund um den Oslofjord mit Oslo im Zentrum, Stand 2022

Das Osloer Stadtgebiet unterscheidet sich vom Gebiet der Kommune Oslo. Der Tettsted reicht einerseits über die Gemeindegrenzen Oslos hinaus, andererseits geht nur das südlichere Teilgebiet der Kommune in den Tettsted ein. Mit Movatn liegt weiter nördlich ein zweiter Tettsted in der Kommune Oslo. Das Osloer Stadtgebiet erstreckt sich über das Fylke Oslo, das von der Ausdehnung identisch mit der Kommune Oslo ist, über mehrere Kommunen des Fylkes Akershus sowie über die Kommune Lier im Fylke Buskerud. Diese Kommunen in Akershus sind Bærum, Asker, Lillestrøm, Lørenskog, Nordre Follo, Rælingen und Nittedal. Die Kommunen liegen größtenteils am Oslofjord, vor allem im Osten reicht der urbane Raum aber in weiter im Landesinneren gelegenen Kommunen wie Lørenskog und Rælingen.
Das Osloer Stadtgebiet beginnt im Südwesten in der Kommune Asker. Im Norden Askers reicht das Stadtgebiet vom Küstengebiet aus bis in die westliche Nachbarkommune Lier im Fylke Buskerud hinein. Von Asker zieht sich der Tettsted weiter in den Nordosten, in die Kommune Bærum. Dort erstreckt sich das Stadtgebiet ebenfalls weitgehend entlang des Oslofjords. Östlich des Flusses Lysakerelva geht das Stadtgebiet in die Kommune Oslo über. In dieser liegt das Stadtzentrum sowie viele bedeutende Institutionen wie das Osloer Rathaus und das norwegische Nationalparlament Storting. Weiter im Osten der Kommune Oslo teilt sich das Stadtgebiet in einen Teil auf, der sich weiter entlang des Fjords Richtung Süden zieht und einen Teil, der in das östliche Landesinnere geht. Der südliche Teil reicht in die Kommune Nordre Follo hinein. Der östliche Teil erstreckt sich in die Kommunen Lørenskog, Nittedal und Rælingen.
Im Jahr 2000 wurden 773.498 Einwohner auf 269,10 km² zum Osloer Stadtgebiet gerechnet. Die Einwohnerzahl und die Fläche stiegen bis 2012 jährlich an. 2012 wurden 925.242 Einwohner auf einer Fläche von 285,77 km² erreicht. Für die Statistik des Jahres 2013 wurden Lommedalen in der Kommune Bærum mit 11.349 Einwohnern auf 3,97 km² und Heggedal mit 4144 Einwohnern auf 2,04 km² in den Kommunen Asker und Røyken als eigene Tettsteder definiert und aus dem Osloer Stadtgebiet rausgenommen. In Røyken wurde zudem Nærnes mit 1166 Einwohnern auf 0,77 km² erneut als Tettsted erfasst. Im Gegensatz zu Lommedalen und Heggedal war Nærnes bereits in früheren Statistiken geführt worden. Durch die Ausgliederungen sank die Fläche des Tettsteds Oslo im Jahr 2013 auf 265,76 km², auch die Einwohnerzahl ging leicht auf 925.228 zurück. Im Jahr 2018 wurde Oslo erstmals mit mehr als einer Million Einwohner geführt.
| Kommune      | Fylke    | Einwohner des Tettsteds 1. Januar 2024 | Einwohner der Kommune 1. Januar 2025 | Fläche des Tettsteds 1. Januar 2024 | Fläche der Kommune 1. Januar 2025 |
| ------------ | -------- | -------------------------------------- | ------------------------------------ | ----------------------------------- | --------------------------------- |
| Oslo         | Oslo     | 714.322                                | 724.290                              | 129,77 km²                          | 454,12 km²                        |
| Bærum        | Akershus | 129.572                                | 132.358                              | 48,03 km²                           | 192,28 km²                        |
| Asker        | Akershus | 72.368                                 | 100.492                              | 37,45 km²                           | 376,61 km²                        |
| Lillestrøm   | Akershus | 63.353                                 | 95.762                               | 21,96 km²                           | 456,6 km²                         |
| Lørenskog    | Akershus | 47.834                                 | 50.013                               | 12,82 km²                           | 70,54 km²                         |
| Nordre Follo | Akershus | 41.725                                 | 64.668                               | 14,99 km²                           | 202,99 km²                        |
| Rælingen     | Akershus | 15.149                                 | 20.509                               | 4,65 km²                            | 71,68 km²                         |
| Nittedal     | Akershus | 11.140                                 | 26.023                               | 4,91 km²                            | 186,22 km²                        |
| Lier         | Buskerud | 2598                                   | 28.642                               | 1,72 km²                            | 301,83 km²                        |
| Gesamt       | –        | 1.098.061                              | –                                    | 276,3 km²                           | –                                 |

## Verkehr
In Oslo treffen mehrere Hauptverkehrsadern Norwegens aufeinander.

### Straßen
In West-Ost-Richtung führt die Europastraße 18 (E18) durch die Kommunen Asker, Bærum, Oslo und Nordre Follo. Im Westen Bærums zweigt die Europastraße 16 (E16) von der E18 in den Norden ab. Durch den östlicheren Bereich des Tettsteds verläuft die Europastraße 6 (E6). Im Jahr 1990 wurde ein Mautringsystem um Oslo gebildet. Mit den Mautgebühren finanzierte man lange vor allem den Bau neuer Straßen. Durch Oslo führen heute drei Ringstraßen. Der Ring 1 ist der Riksvei 162, der nahe dem Oslofjord durch das Stadtzentrum führt. An seinem westlichen Ende gibt es eine Auffahrt auf die E18, am östlichen sowohl zur E18 als auch zur E6. Der Ring 2 verläuft etwas weiter außerhalb des Stadtzentrums. Der Ring 3 ist der äußerste Ring und wird durch den Riksvei 150 gebildet. Dieser verläuft von der E6 im Osten in Ringform durch den Norden der Stadt, bevor er in Bærum in die E18 mündet.
Vor allem im Zentrum von Oslo wird der Bau von Geh- und Radwegen vorangetrieben. Zugleich wird auch versucht, den Autoverkehr in der Innenstadt zurückzudrängen. Unter anderem wurde die Anzahl an Parkplätzen mit der Zeit verkleinert.

### Schienen
Im Osloer Zentrum befindet sich der Hauptbahnhof Oslo Sentralstasjon (Oslo S). Der Bahnhof ist der größte Norwegens, ist mit dem gesamten Eisenbahnnetz Norwegens verbunden und hat auch Verbindungen in andere Länder wie Dänemark und Schweden. Die erste Bahnstrecke Norwegens war die Linie Hovedbanen, die von Oslo nach Eidsvoll führt. Teilweise die gleiche Strecke verwendet die ebenfalls nach Eidsvoll führende Bahnlinie Gardermobanen. Von Oslo S Richtung Südosten und weiter nach Schweden führt die Bahnlinie Østfoldbanen. Ebenfalls Richtung Schweden in östlicher Richtung führt von Oslo S über Lillestrøm die Strecke Kongsvingerbanen. In den Westen führt die Linie Drammenbanen, wovon wiederum die bis nach Stavanger an der Westküste Norwegens führende Linie Sørlandsbanen erreichbar ist. In den Norden nach Gjøvik führt die Bahnstrecke Gjøvikbanen. Von dieser Strecke zweigt die Bahnlinie Bergensbanen in den Westen ab. Diese stellt die Verbindung zur zweitgrößten norwegischen Stadt Bergen her.
Im Zentrum von Oslo gibt es zudem ein Straßenbahn- und U-Bahn-Netz. Die erste Straßenbahn wurde 1875 in Betrieb genommen und 1894 elektrifiziert. In beiden Schritten war Oslo die erste Stadt Norwegens. Bis heute ist Oslo die einzige norwegische Stadt mit einer U-Bahn. Über das Schienennetz sind auch die Vorstädte und weiter außerhalb gelegenen Gebiete der Stadt an das Zentrum angebunden.

### Luftfahrt
Der Flughafen Oslo-Gardermoen liegt außerhalb des Stadtgebiets in der Kommune Ullensaker. Der Flughafen ist der größte Norwegens. Er ersetzte den näher am Zentrum Oslos gelegenen Flughafen Oslo-Fornebu. Der alte Flughafen lag in der Kommune Bærum.

## Wirtschaft

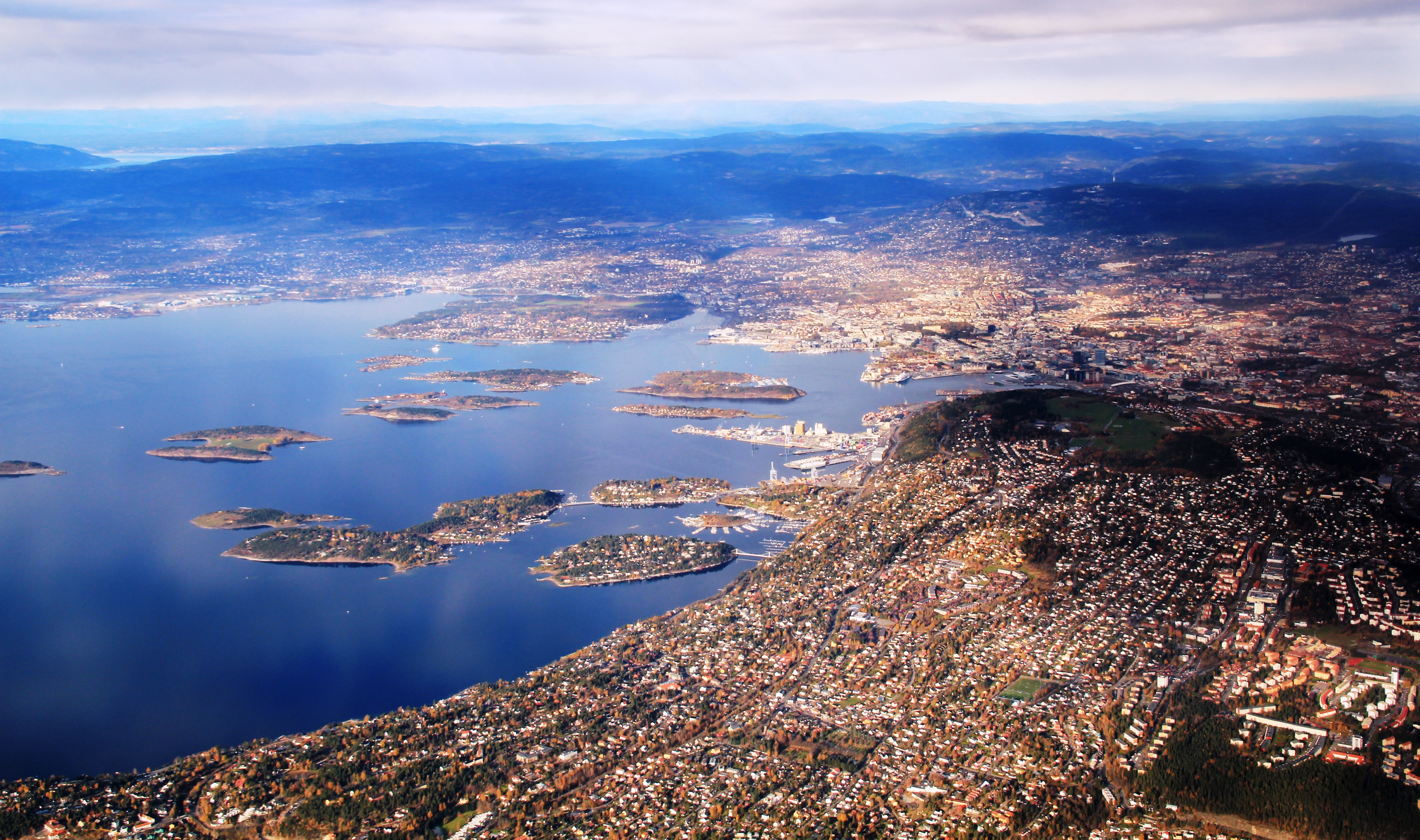
Luftbild vom Stadtgebiet mit Blick Richtung Westen

Oslo ist ein bedeutendes Wirtschaftszentrum Norwegens. Das Stadtgebiet Oslos ist Ziel vieler Pendler aus dem gesamten Großraum Oslo. In der Kommune Oslo arbeiteten im Jahr 2020 neben über 300.000 Einwohnern der Kommune selbst jeweils über 10.000 Personen aus Bærum, Lillestrøm, Nordre Follo und Asker. In Bærum arbeiteten wiederum neben etwa 28.000 Einwohnern der Kommune über 20.000 Personen aus Oslo und jeweils über 1000 Personen aus Asker, Drammen, Lier und Lillestrøm. Auch in anderen Kommunen des Gebiets ist die Zahl der Pendler hoch. Der Wirtschaftssektor mit der größten Bedeutung ist der Dienstleistungssektor. Im Tettsted liegen unter anderem die Hauptsitze vieler Banken, Versicherungen, anderer Dienstleistungsunternehmen und Behörden.
Oslo ist sowohl das Verwaltungszentrum der Kommune und des Fylkes Oslo als auch eines des Fylkes Akershus. Nach der landesweiten Regionalreform im Jahr 2020, bei der Akershus, Buskerud und Østfold zu Viken zusammengelegt wurden, fungierte Oslo bis 2023 als Verwaltungszentrum für Viken. Neben dem Rathaus der Kommune Oslo liegt unter anderem auch das Rathaus von Bærum im Tettsted Oslo, aber nicht in der Kommune Oslo.
Der Westen der Stadt gilt als das reichere Gebiet von Oslo. Die westlichen Kommunen Bærum und Asker gehören zu den Kommunen mit den höchsten Durchschnittseinkommen Norwegens. Zugleich sind Bærum, Oslo und Asker die Gemeinden mit der höchsten Einkommensungleichheit. Häufig wird zwischen Østkant und Vestkant unterschieden, was dem West End und East End in vielen anderen Städten entspricht.